# Завод вилучення етану в Едмонтоні
Завод вилучення етану в Едмонтоні – підприємство у канадській провінції Альберта, яке спеціалізується на вилученні етану з природного газу.
Розташовані в Альберті потужні піролізні виробництва у Джоффре та Форт-Саскачевані потребують великої кількості етану, який отримують на спеціалізованих фракціонаторах (наприклад Редватер, Форт-Саскачеван (Dow), Форт-Саскачеван (Keyera)), газопереробних заводах або комплексах детандерного вилучення. Одним з останніх є завод в Едмонтоні, введений в експлуатацію ще у 1978 році. Станом на середину 2010-х він знаходився у власності компанії AltaGas та мав потужність по екстракції з природного газу до 23 тисяч барелів етану на добу. Подальша видача етану споживачам відбувається через систему Alberta Ethane Gathering System.
Окрім основного продукту, отримують до 7,5 тисяч барелів інших зріджених вуглеводневих газів – пропану та бутану.